# Házi tyúk

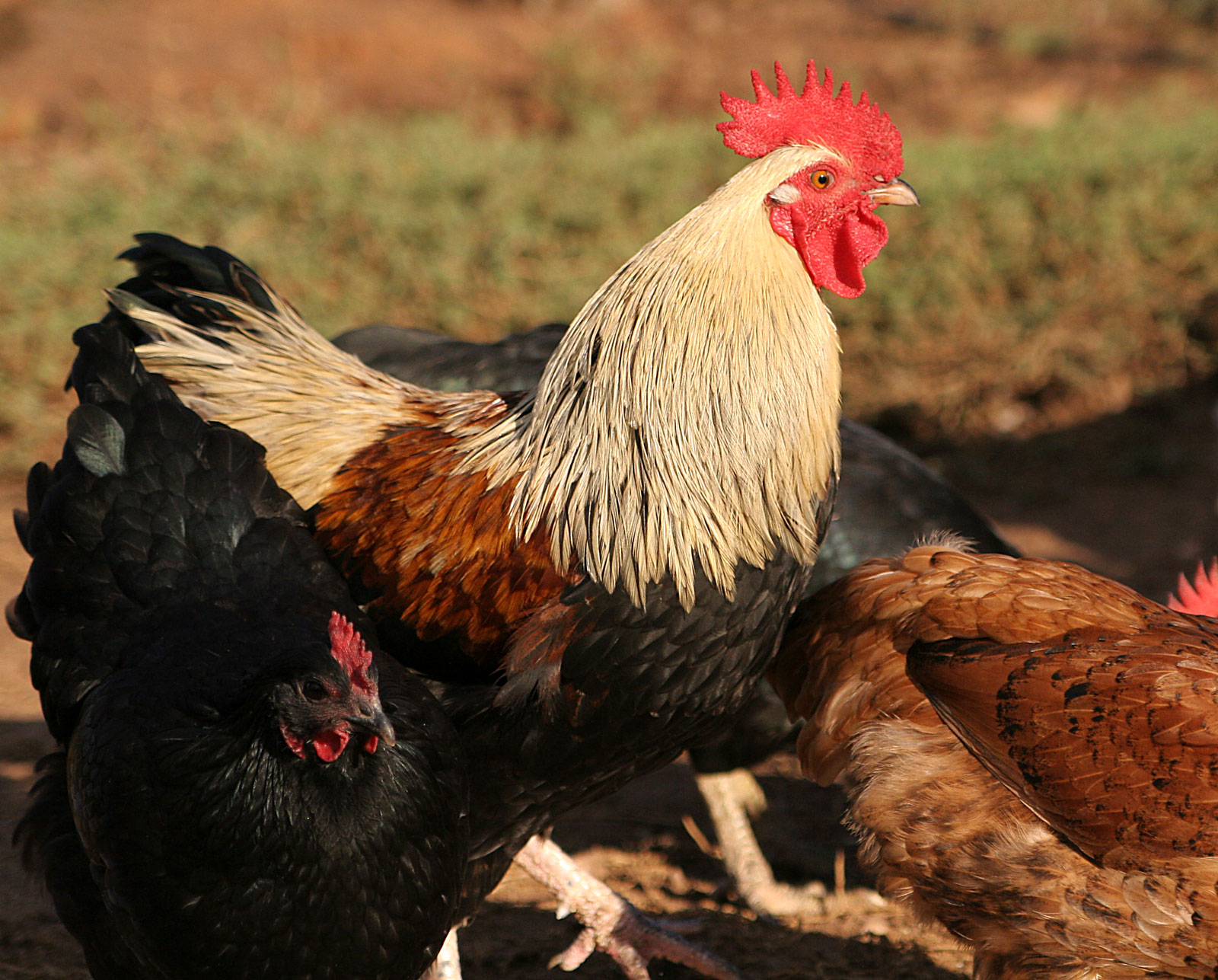
Házi tyúkok

A házi tyúk (Gallus gallus domesticus) a bankivatyúk (Gallus gallus) háziasított változata, amely a tyúkalakúak (Galliformes) rendjébe és a fácánfélék (Phasianidae) családjába tartozó faj, gazdaságilag a baromfikhoz sorolják őket. Mind húsát, mind tojását előszeretettel fogyasztják az emberek. Mára számos tyúkfajtát tenyésztettek ki. A gall kakas Franciaország nemzeti szimbóluma.
A házi tyúk a köznyelv szerint kifejezetten buta állat, ez a kép azonban távol áll a valóságtól. Mivel az egyik legelterjedtebb haszonállat, gyakran igen mostoha körülmények között tartják és ebben az esetben esélye sincs a fajának megfelelő életmód elsajátításához és a tanuláshoz. Természetközeli körülmények között tartva azonban megfigyelhető, hogy nagyon  tanulékony, hiszen éppen az élelemszerzéssel és más túlélési kényszerhelyzetekkel kapcsolatos képességeik teszik őket rendkívül szívóssá és emiatt könnyen tarthatóvá. Emellett egyes példányok akár bonyolult feladatok megoldására is kiképezhetők, valamint teljesen az emberhez szelídíthetők.

## Elnevezés
A hímivarú házi tyúkot kakasnak nevezik, az ivartalanított formája a kappan. A nőivarú házi tyúk a tojó, illetve tyúk, kicsinyük a csibe, a „kamasz”, növendék nőivarú házi tyúk a jérce vagy csirke. A tojásokon ülő, majd a kiscsibéket nevelő házi tyúk a kotlós.

## Megjelenése

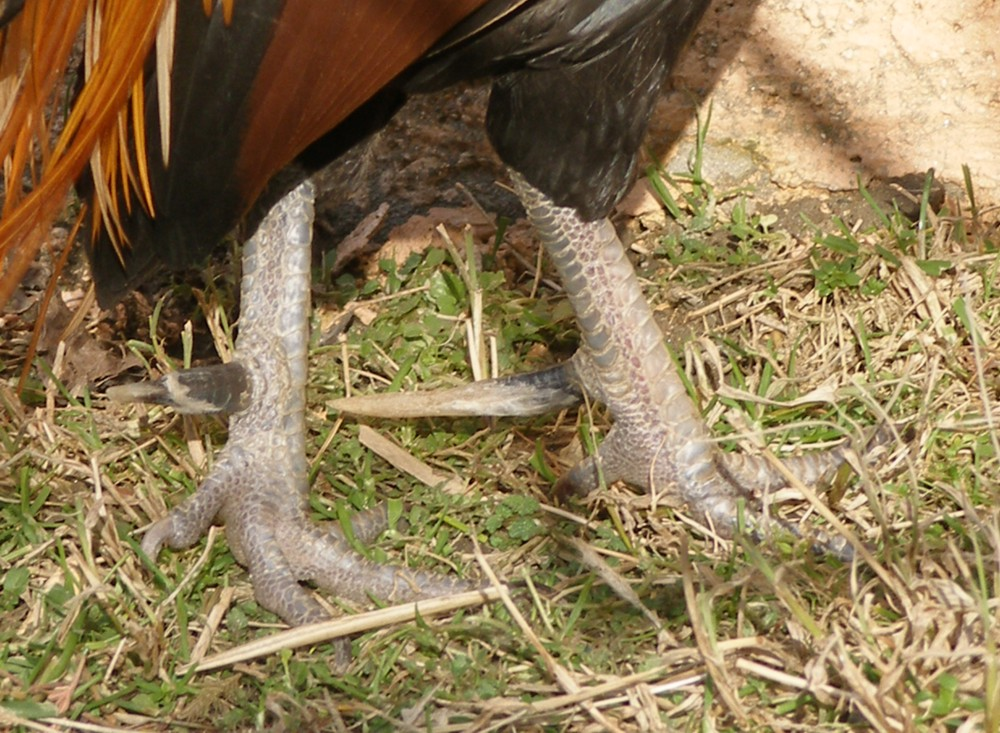
4 éves törpe főnix kakas sarkantyúja

A házi tyúk tömege 0,35-6,5 kg-ig terjedhet.  A legnehezebb házi tyúk egy Egyesült Államokban mért Big Boy nevű fehér broiler kakas volt, a maga 10,97 kg -os tömegével. A kakas rendszerint nehezebb a tojónál, de ez aszerint változik, hogy milyen fajtába tartozik az állat. A törpékhez a 350 és 1200 g körüli fajtákat sorolják. Megkülönböztetnek még közepes (1500 és 3500 gramm körüli) és nagy testű (4000-6500 gramm körüli) fajtákat.
A tyúkok egyik különlegessége a fejükön található tarajuk, melynek igen sokféle megjelenési formája lehet (egyszerű, rózsa, borsó, szarv stb.). A kakasok taraja nagyobb, mint a tojóké. A csőr alatt egy bőrlebeny (szakáll) található, ami a taréjhoz hasonló szövetekből épül fel. A tyúkok nemi kétalakúságát erősíti még általában a kakasok legyezőszerű farktolla.
Csüdnek a láb tollmentes részét nevezik. Bár egyes fajtáknál ez is lehet tollas, például cochin, melyeknél a tollazottság még az ujjakra is ráfut. A tyúkoknál három ujj előrenéz, a negyedik hátra. Egyes fajták különlegessége, hogy öt ujjuk van (például dorking tyúk, német lazactyúk, selyemtyúk, szultántyúk), ez esetben kettő néz hátra.
Szárnya testéhez viszonyítva kicsi, lekerekített, csak rövidebb távokat képes repülni.
Az idősebb kakasok mindkét csüdjük hátsó részén egy-egy kemény, ferdén a másik láb irányába néző szarukinövéssel, ún. „sarkantyúval” rendelkeznek, amely támadásnál, védekezésnél a fegyver szerepét tölti be: ezzel igyekeznek megrúgni ellenfelüket. Ez a sarkantyú idős kakasoknál igen hosszúra és hegyesre nőhet, míg végül annyira begörbül, hogy már az állat járását is akadályozza. Egyes tyúkfajnál a tojónak is van „sarkantyúja” lábujja felett (kissé fejletlen).

## Tolltakaró
A tolltakarónak igen nagy a sokfélesége, egész sor színben és rajzolatban fordul elő. Vannak különleges tollképződmények is, mint például a selyemtyúkoknál vagy borzas, mint például a chabó tyúkfajtanál. Többnyire a kakas a díszesebb tollazatviselő. A tyúk rendszerint évente ősszel váltja a tollát (vedlés). Az új őszi tollruhában a legszebb a tyúk és többek között ezért éppen télen vannak a baromfi kiállítások is. Itt fajtára jellemző leírások szerint értékelik és pontozzák a tyúkokat. Év közben főleg a kakas „taposása” alatt szenved a tojók tollazata. Némely csoportokban olykor teljesen kopasz hátú tojókat is meg lehet figyelni, ami a taposás eredménye. Amennyiben a tollazat a csüdig, ill. az ujjakig ér, szakmegnevezéssel „gatyának” hívják. Lehet még bóbitájuk, szakálluk is.

## Viselkedés

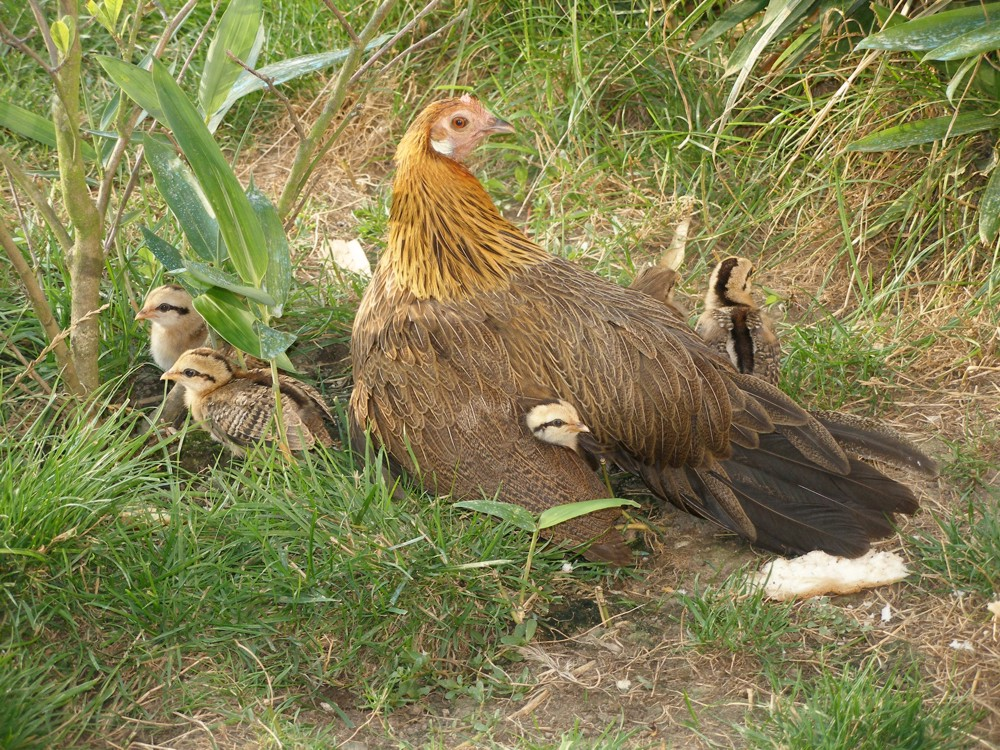
Törpe főnix kotlós csibékkel.

### Hangkiadások
A kakas jellegzetes „kikiriki” vagy „kukurikú” hangja a terület megjelölésére szolgál, és ezt kukorékolásnak hívják. Többnyire reggel, napfelkelte előtt kukorékol a kakas, dél körül és este. A kakaskukorékolást a rómaiak időmeghatározásra használták; ha meghallották a kukorékolást, azt jelentette, hogy pontosan éjfél és napfelkelte között jár az idő.
A kotyogás minden ivarérett tyúk szokásos hangkibocsátása, sokféleképpen értelmezhető; az a figyelmeztető, fenyegető, csalogató, hívóhangja, de ezt használhatja a tojásrakás általi fájdalom hangjaként is, csak mindig egy kicsit más árnyalatban. Jellegzetesek a kotlós csibéiről gondoskodó hangkibocsátásai, ehhez hasonló a kakasok általános hangkibocsátása is. Bizonyított, hogy a tojásban lévő csibék kikelésük előtt képesek egymással hang alapján kommunikálni, és így valamelyest beállítani az úgynevezett szinkronkelést, hogy nagyjából azonos időben keljenek ki a tojásból.

### Táplálékkeresés
Természetes környezetükben a tyúkok magvakat, gilisztákat, csigákat, rovarokat, egereket fogyasztanak. A tyúkok táplálékkeresés közben nagyon figyelnek, szívesen tartózkodnak fedezékben gazdag környezetben.
Mivel a tyúknak hiányzik a jó térlátása a megfelelő látási szög hiánya miatt, ezért kénytelen sétálás közben a fejét előre-hátra mozgatni és így feltérképezni a környezetét, mint a legtöbb madár.
Begyükben apró kövek segítségével őrlik meg a táplálékot. Ürülékük az úgynevezett kloákán keresztül távozik.

### Nászviselkedés, tojásrakás
A kakasnak jellegzetes udvarlási viselkedése van, szabályosan táncikál a tojó előtt, miközben egyik szárnyával megérinti a földet, majd felugrik a tojó hátára. A kopuláció közben megfigyelhető, hogy a kakas csőrével a tojó fej- vagy nyaki tollazatába kapaszkodik.
A házi tyúk évente 250 vagy akár több mint 300 darab tojást képes produkálni, ha naponta elveszik előle a rakott tojást. Ha nem veszik el a tojást, akkor a legtöbb fajta nekiállna a kotlásnak. Bizonyos fajtáknál a kitenyésztésük során teljesen visszaszorították a kotlási hajlamukat. Néha előfordulhat (főleg azoknál, melyek maguk mesterségesen lettek keltetve), hogy a kotlást félbehagyják és leszállnak a fészekről. A keltetési idő normál esetben 21 nap.

### Szociális viselkedés

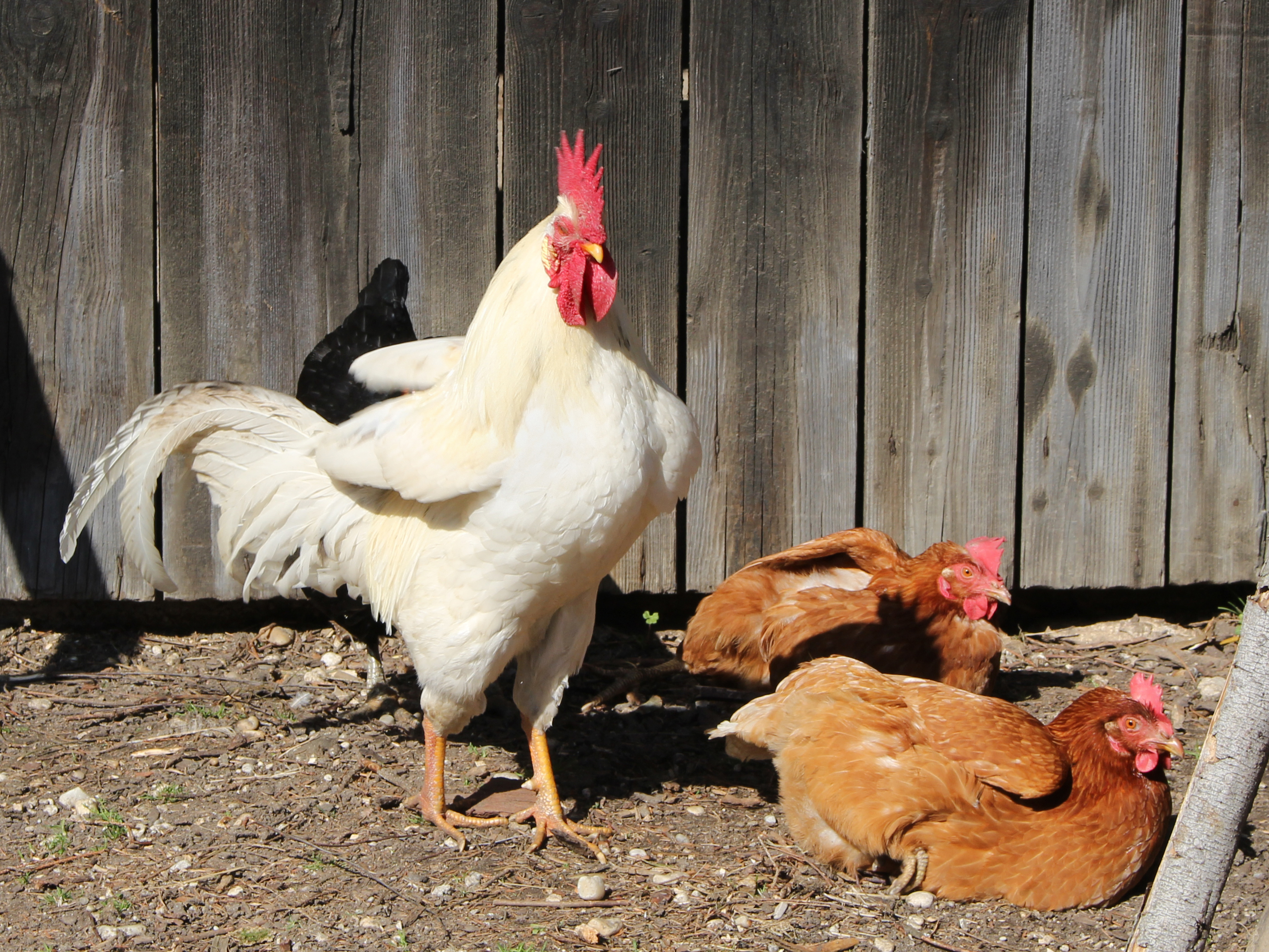
Hófehér színű hímivarú házi tyúk (kakas) és nőivarú háreme (tyúkok). A fiatal kakasok tenyésztési állományba helyezését követően három héttel a spermiumtranszport növekedésük már megkezdődik, ezalatt a fiatal kakasok beilleszkednek, megerősödnek és az új háremek is kialakulnak

A tyúkoknál jellemző a rangsor, amely más állatcsoportokhoz képest meglehetősen laza. Mivel a tyúkok a tyúkólban folyamatosan a legfelső ülőrudakra igyekeznek, ajánlott a rudakat mind egy szintben elhelyezni, hogy a rendszeres vetélkedéseket és verekedéseket a legjobb helyekért elkerüljük. Bizonyos fajták kimondottan alacsony elhelyezésű ülőrudakat igényelnek. A takarmányt is széles körben vagy több ponton adagoljuk, hogy a ranglistán alacsony helyen lévő egyedek ne szenvedjenek hiányt a magasabb rangúak zavarásai miatt. Néha előfordulhat tollhúzkodás vagy kannibalizmus is a tyúkoknál. Ez főleg tyúktartó telepeken fordul elő, ahol a tyúkok kis helyre vannak bezsúfolva és egyszerűen unatkoznak, nem tudják kielégíteni kapirgáló, izgága igényeiket.

### Élettartam
A tyúkok maximális élettartamáról viszonylag kevés megbízható adat áll rendelkezésre. Régi könyvekben[forrás?] olyan adatok is olvashatók, miszerint az 50 évet is megérik, a valóságban azonban, a legtöbb jelentés szerint 6-8 évig élnek, kivételes esetekben 9-15 évig. A tojáshozamra kitenyésztett fajták rendszerint ennél is előbb elhullanak, mivel nagyobb mértékben aknázzák ki szervezetük energiáit, előbb legyengülnek. A második életévtől kezdve a tojáshozam minden esetben lényegesen visszaesik.

## Háziasítása

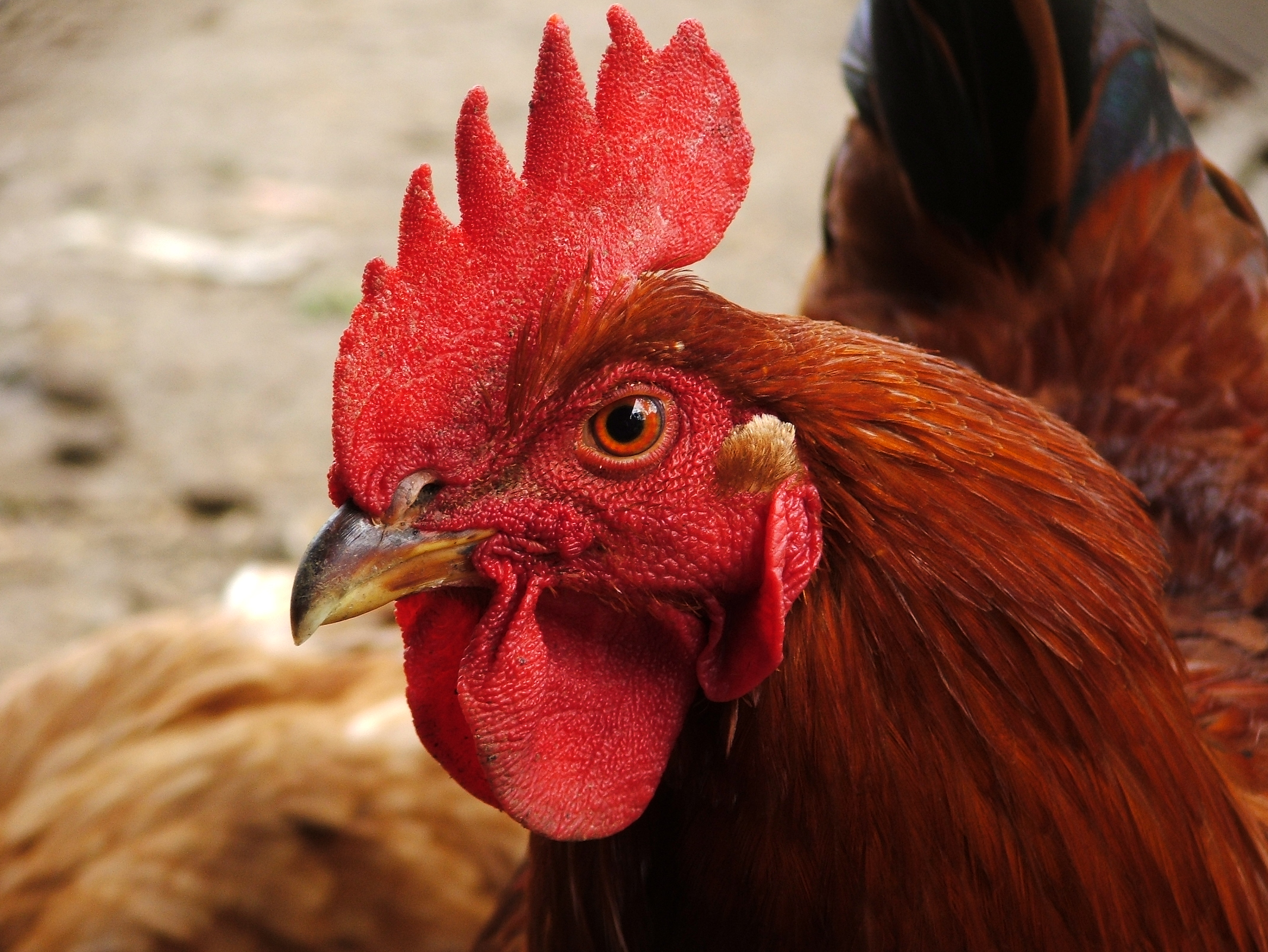
Vörös taréjos hímivarú házi tyúk (kakas)

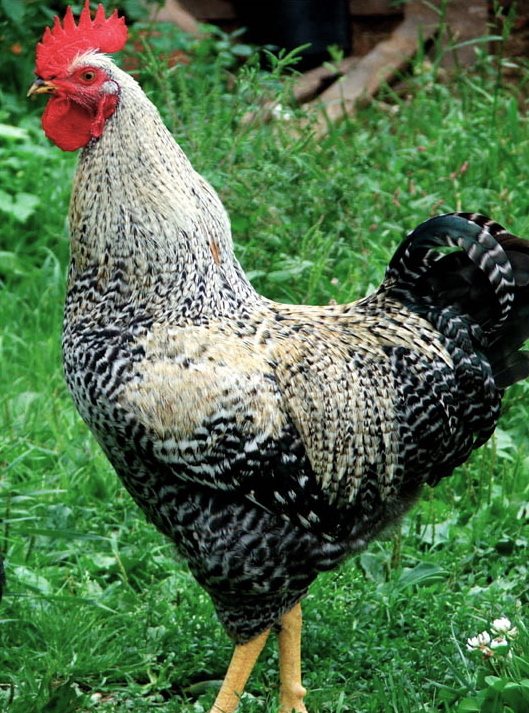
Kendermagos kakas

### Története
A molekuláris biológia teszi lehetővé azt a feltételezést, hogy a házi tyúk (Gallus gallus domesticus) a Burma-bankivatyúktól (Gallus gallus) származik.
Kínából származó csontleletek utalnak arra, hogy már az i. e. 6. évezredben végbemehetett a háziasítás. Megbízható bizonyítékok a háziasításról az Indus környékéről származnak i. e. 2500-2100-ból. 
Az első európai leletek a korai jégkorszakból származnak. Az akkori tyúkok még jól tudtak repülni, kevésbé voltak területhűek, mint a mai tyúkok, ezért folyamatosan ólakban tartották őket. Németországi leletek mellett franciaországiakat is találtak, utóbbi helyre feltehetően a föníciaiak által került. Az időszámítás előtti 5–4. századból Svájcban is találtak leleteket Möhlin környékén. Az ókori görögök sárból készült mesterséges keltetőkemencékben keltették a tyúktojásokat. Hasonló keltetők létezéséről az ókori egyiptomi időkből is vannak adatok. A görögök már tojó, hús- és viador típusú fajtákat tartottak.

### Háziasítási elméletek
A házi tyúk háziasításával kapcsolatban két, egymásnak részben ellentmondó elmélet létezik.
A korábbi elmélet szerint a házi tyúk monofiletikus származású, tehát egyetlen őstől származik. Ezek szerint a házi tyúk őse a bankivatyúk, amely Elő- és Hátsó-Indiában, valamint Indonézia legtöbb szigetén őshonos. Azt az elméletet alátámasztó érvek a következők:
- a bankiva, változékonysága miatt, könnyen képez fajtákat,
- a házi tyúk alapszínei felfedezhetők a bankiva színeiben,
- a hangjuk egyforma,
- a bankiva-házi tyúk keresztezések szaporodóképes utódokat eredményeznek.

Az újabb vizsgálatok egyre inkább a házi tyúk több ősre visszavezethető, polifiletikus származására utalnak. Ezek szerint következő fajok vehettek részt a házi tyúk kialakulásában:
- bankivatyúk vagy vörös dzsungeltyúk (Gallus ferrugineus),
- ceyloni dzsungeltyúk (Gallus lafayetti),
- szürke dzsungeltyúk (Gallus sonneratti),
- jávai dzsungeltyúk (Gallus varius).

A kutatók érvei szerint a házi tyúk populációjában túl nagy a változatosság ahhoz, hogy ez egyetlen ősre legyen visszavezethető. Ezen kívül vannak olyan tulajdonságai, amelyek a bankivánál hiányoznak (például öt lábujj). Könnyű szelídíthetőségét valószínűleg a szürke dzsungeltyúknak köszönheti.

### Elterjedése

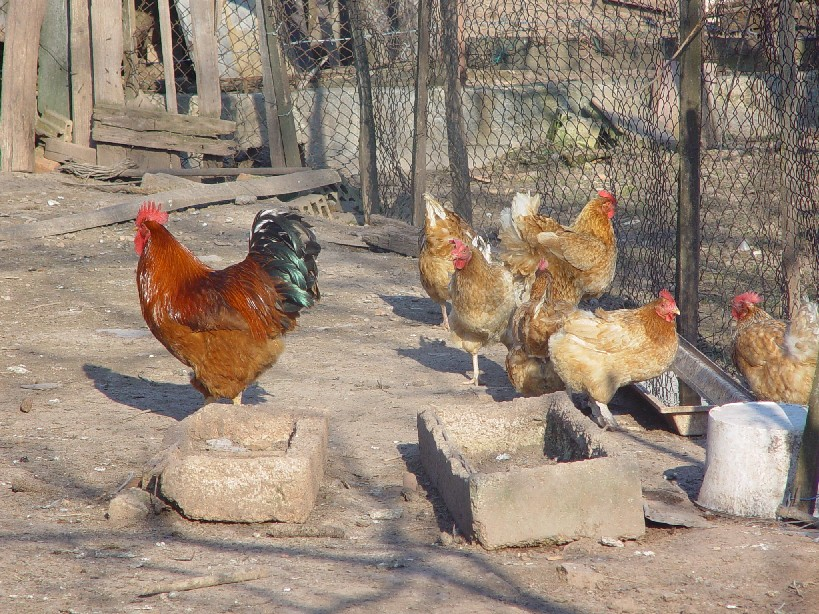
Hagyományos baromfiudvar, egy kakas és a tyúkjai

Domesztikációja ásatási leletek alapján az I. e. 3. évezredben ment végbe. A babilóniaiak már az I. e. 2. évezredben tartottak tyúkot, az asszíroknál az I. e. 7. századból vannak róla adatok.
Görögországba perzsa közvetítéssel került. Az ókorban került Európába, az első írásos feljegyzések K. e. 5-4. évszázadból, görög íróktól származnak. Közép-Európába valószínűleg kelta közvetítéssel került.

## Állomány
A házi tyúk tartása az egész világon elterjedt tevékenység, hiszen a tojás és a húsuk sok országban fontos élelmiszerforrást jelent. 2021-ben a házi tyúkból több mint 180 országban tartottak, és az éves állomány nagysága meghaladta a 25 milliárd darabot.
A világ legnagyobb házityúktartói közé tartozik Kína, Indonézia, Pakisztán, Brazília és az Amerikai Egyesült Államok. Ezek az országok a 2021-es állományuk alapján az első öt helyen álltak. 2021-ben Kínában volt a világ éves házityúk-állományának 20%-a.

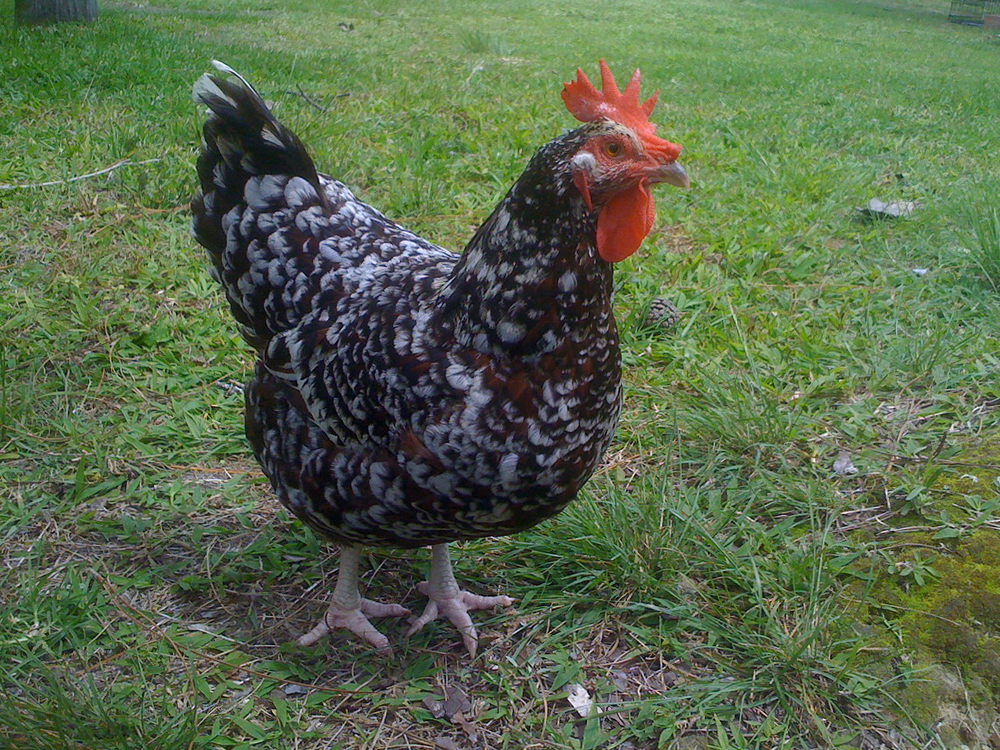
Sussex tojó porcelán színben

## Fajták

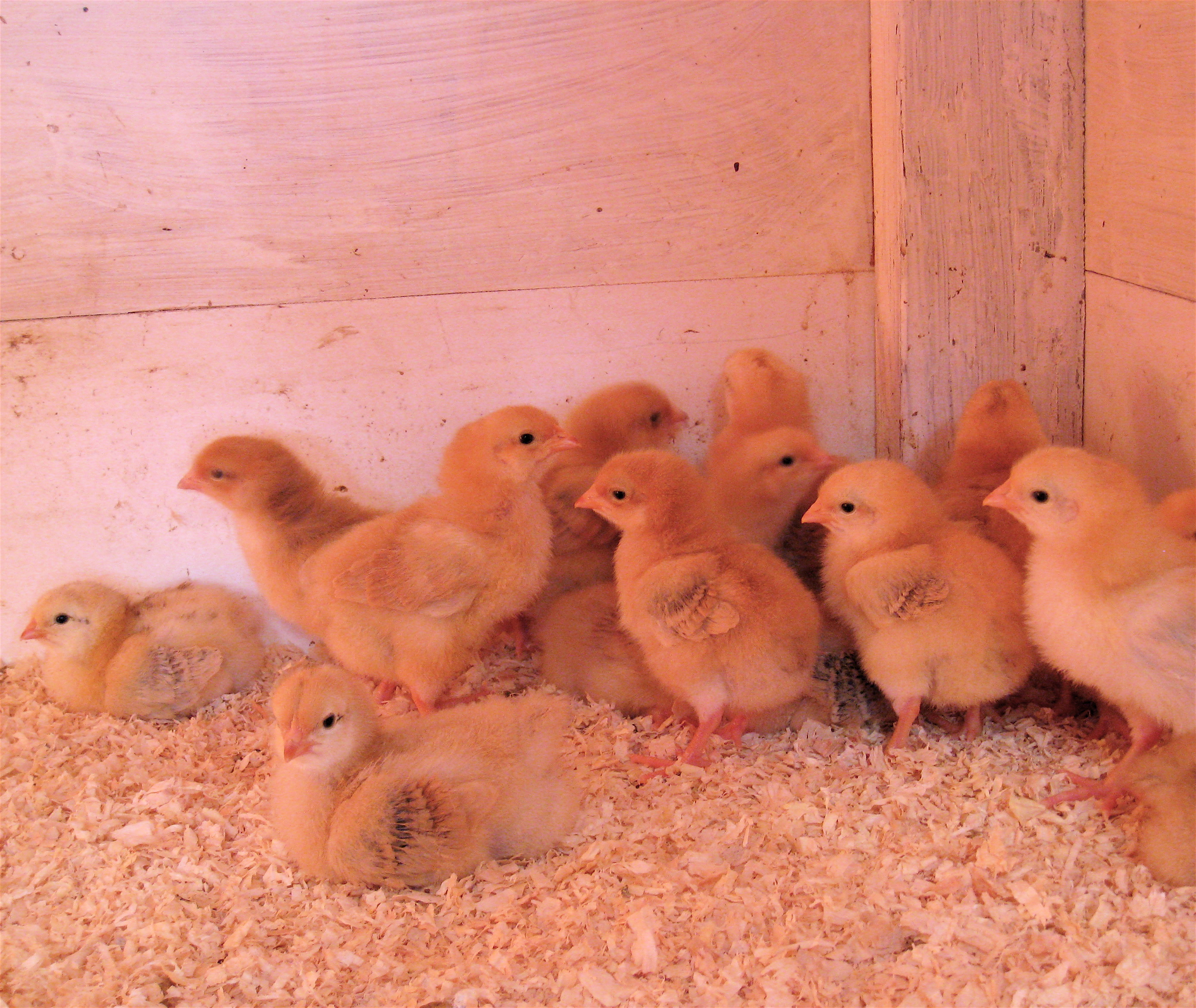
Kiscsibék

A házi tyúknak az ember igen sok változatát tenyésztette ki a számára fontosnak vagy érdekesnek tartott tulajdonságokra szelektálva. Napjainkra legalább 1000 tyúkfajtát tenyésztettek ki! Ezek közül számos dísztyúk van, melyet szép tolláért, megjelenéséért tenyésztettek ki. Másikak egykor igen jó húsfajták és/vagy tojáshozamúak voltak, de mára leszorították őket hibrid fajták. Ez a rengeteg fajta ma főleg hobbitenyésztők munkásságának köszönhetően maradnak fenn. Több fajta igen kevés egyede maradt fenn, kevesen tenyésztik, ritkává vált. Elengedhetetlen némi genetikai szaktudás, határokon átnyúló kapcsolattartás a fenntartható tenyésztés érdekében.
Számos fajta egy-egy országban fordul elő. Magyar tyúk, erdélyi kopasznyakú tyúk, szlovák oravka, hrvatica, poszavinai búbos tyúk sokkal kevésbé ismertek, elterjedtek, mint egy cochin vagy orpington fajta, melyek minden kontinensen hódítanak.
A fajták számát csak bővíti a rengeteg hibrid fajta, melyeket tojáshozamra vagy hústermelésre tenyésztettek ki, de kiállításokon nem állják meg a helyüket. Kisgazdaságokba, önellátó kistermelőknek se ajánlott tartásuk, hiszen hamar lerobbannak, élettartamuk 2–3 év a többi fajta 4–8 várható élettartamával szemben. A hibridek ráadásul bizonyos tartási körülmények között produkálják csak azt a teljesítményt, amire kitenyésztették őket. Ezzel szemben a régi hagyományos fajták között bátran lehet válogatni, kínálati palettájuk igen széles. Szabadon válogatható tulajdonság, tojáshozam vagy hústermelő teljesítmény, kinézet, stb. szerint. Mindenki megtalálhatja a számára legalkalmasabb, legkedvesebb fajtát.

## Betegségek
A baromfipestis mellett, tetvek, láb rühösség, gombák, Escherichia coli által okozott betegségek is felléphetnek. Ezen kívül deformációk is előfordulhatnak, a szárny hiánya, amely örökletes. Kokcidiózis, egy hasmenéses megbetegedés. Marek, egy bénulási halálozás, mely gyakran csibéknél vagy fiatal növendékeknél fordul elő. Egy vész, melyet oltással kell orvosolni vagy megelőzni. Ez utóbbi olykor 100% pusztítást is okozhat.

## Tyúk a permakultúrában
A permakultúra a japán tyúk és a Tetra SL keresztezéséből létrejött tyúkfajta tartását javasolja, amely jól tűri a hideget, ezért viszonylag külterjesen tartható, ugyanakkor jó a tojáshozama.

## A tyúk a művészetben

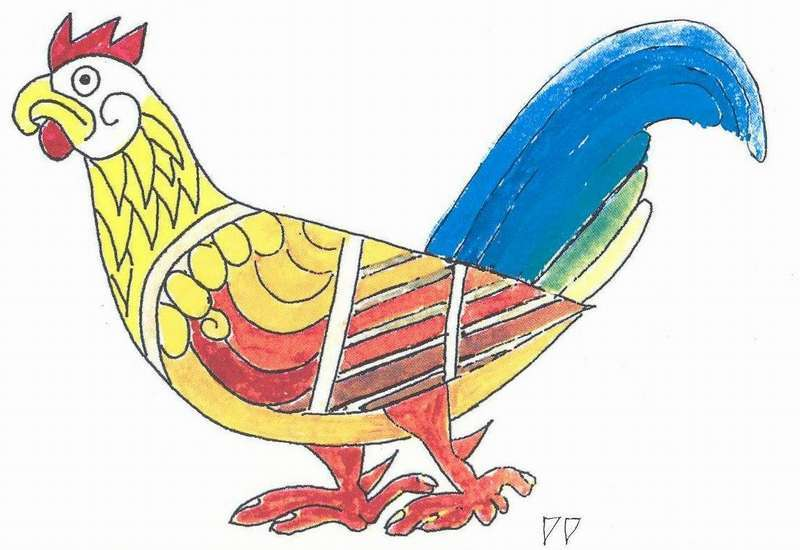
Tyúk ábrázolás a nevezetes régi kelta kellsi kódexben

Kedves állata a népművészeti ábrázolásnak a tyúk, a kakas. Joseph Haydn egyik szimfóniájának címe is A tyúk. Petőfi Sándor verset írt Anyám tyúkja címmel.

## Húsa
A csirke húsát egészségesnek tartják. A csirkemell egy kilogrammjában 200 gramm fehérje található.